# Serghei Alexeev
Serghei Alexeev (Tiraspol, 1986. május 31. –) moldáv válogatott labdarúgó, csatár.

## Pályafutása

### Klubcsapatban
Pályafutását hazájában, a Sheriff Tiraspol csapatában kezdte, 2002-ben. 2005-től, két éven keresztül, a város másik csapatában, az FC Tiraspolban szerepelt. 2007-ben visszatért a Sheriffhez. Egy évig az Iskra-Stal Rîbnițánál szerepelt kölcsönben. 2009-ben a svájci FC Aarau csapatához szerződött, ezzel pályafutása során először állt idegenlégiósnak. Itt azonban mindössze hat mérkőzést játszott, ezért, a Zakarpattya Uzshorodhoz igazolt. Ukrajnában is csak hat mérkőzésen lépett pályára, ezért 2011 nyarán újból váltott, és a Kaposvári Rákóczinál folytatta karrierjét.
A kaposvári csapatnál Oláh Lóránt pótlására igazolták. Június végén kétéves szerződést írt alá. Új klubjában 2011. július 30-án, a bajnoki címvédő Videoton ellen debütált.

### A válogatottban
Hazája felnőtt válogatottjában 2007-ben mutatkozott be. Első gólját címeres mezben még abban az évben megszerezte. 2007. november 17-én Magyarország ellen, Eb-selejtezőn volt először eredményes. Azóta három alkalommal talált a kapuba. A 2010-es vb-selejtezőkön öt alkalommal szavazott neki bizalmat a szövetségi kapitány.
Ezidáig huszonötször szerepelt a moldáv válogatottban.

## Sikerei. díjai
- Sheriff Tiraspol
  - Moldáv bajnok: 2006–07, 2007–08
  - Moldáv kupagyőztes: 2007–08
  - Moldáv szuperkupa-győztes: 2004, 2007

## Statisztikái
Az alábbi táblázatban csak a bajnoki mérkőzések szerepelnek.
| Szezon  | Csapat               | Mérk. | Gól | Bajnokság          |
| ------- | -------------------- | ----- | --- | ------------------ |
| 2002–03 | Sheriff Tiraspol     | 1     | 0   | Divizia Naţională  |
| 2003–04 | Sheriff Tiraspol     | 9     | 0   | Divizia Naţională  |
| 2004–05 | Sheriff Tiraspol     | 5     | 0   | Divizia Naţională  |
| 2004–05 | FC Tiraspol          | 13    | 3   | Divizia Naţională  |
| 2005–06 | FC Tiraspol          | 14    | 5   | Divizia Naţională  |
| 2006–07 | FC Tiraspol          | 21    | 5   | Divizia Naţională  |
| 2006–07 | Sheriff Tiraspol     | 11    | 7   | Divizia Naţională  |
| 2007–08 | Sheriff Tiraspol     | 26    | 11  | Divizia Naţională  |
| 2008–09 | Sheriff Tiraspol     | 14    | 4   | Divizia Naţională  |
| 2008–09 | Iskra-Stal Rîbnița   | 8     | 0   | Divizia Naţională  |
| 2009–10 | FC Aarau             | 6     | 0   | Swiss Super League |
| 2009–10 | Zakarpattya Uzshorod | 12    | 1   | Premjer-Liha       |
| 2010–11 | Zakarpattya Uzshorod | 1     | 0   | Persa Liha         |
| 2011–12 | Kaposvári Rákóczi    | 5     | 0   | OTB Bank Liga      |

### Góljai a moldáv válogatottban
| #  | Dátum               | Ellenfél     | Eredmény | Kiírás              | Esemény |
| -- | ------------------- | ------------ | -------- | ------------------- | ------- |
| 1. | 2006. február 27.   | Grúzia       | 5 – 1    | barátságos mérkőzés | 48'     |
| 2. | 2007. november 17.  | Magyarország | 3 – 0    | Eb-selejtező        | 63' 86' |
| 3. | 2008. május 28.     | Örményország | 2 – 2    | Vb-selejtező        | 68' 73' |
| 4. | 2008. szeptember 6. | Lettország   | 1 – 2    | Vb-selejtező        | 61' 76' |
| 5. | 2011. szeptember 2. | Finnország   | 1 – 4    | Eb-selejtező        | 69' 85' |
| 6. | 2014. május 24.     | Szaúd-Arábia | 4 – 0    | barátságos mérkőzés | 34' 46' |